# Edward St. Aubyn
Edward St. Aubyn (Londres, 1960) és un escriptor anglès. Es va formar a la Westminster School i el Keble College de la Universitat Oxford del Regne Unit. És autor de set novel·les, entre les quals destaca Mother’s Milk (finalista del Man Booker Prize 2006 i guanyadora del Prix Femina Étranger 2007 i del South Bank Show award on literature). La seva primera novel·la, Never Mind (1992), va guanyar el Betty Trask Award i juntament amb Bad News (1992) i Some Hope (1994) forma part de la trilogia Some Hope, que recorre la vida de l'aristòcrata Patrick Melrose al llarg de dues dècades i que es publica en castellà amb el títol de El padre (Mondadori, 2013). El 2016 Raig Verd va publicar en català la seva No tinc paraules, una traducció de Yannick Garcia, una novel·la que tracta sobre la farsa dels premis literaris.